# تپه قلیان (فرنگیس)
تپه قلیان (فرنگیس) مربوط به هزاره اول قبل از میلاد است و در شهرستان شمیرانات، بخش لواسانات، روستای کلان واقع شده و این اثر در تاریخ ۱ مهر ۱۳۸۲ با شمارهٔ ثبت ۱۰۳۶۲ به‌عنوان یکی از آثار ملی ایران به ثبت رسیده است.